# Konvoi (Kernkraftwerk)

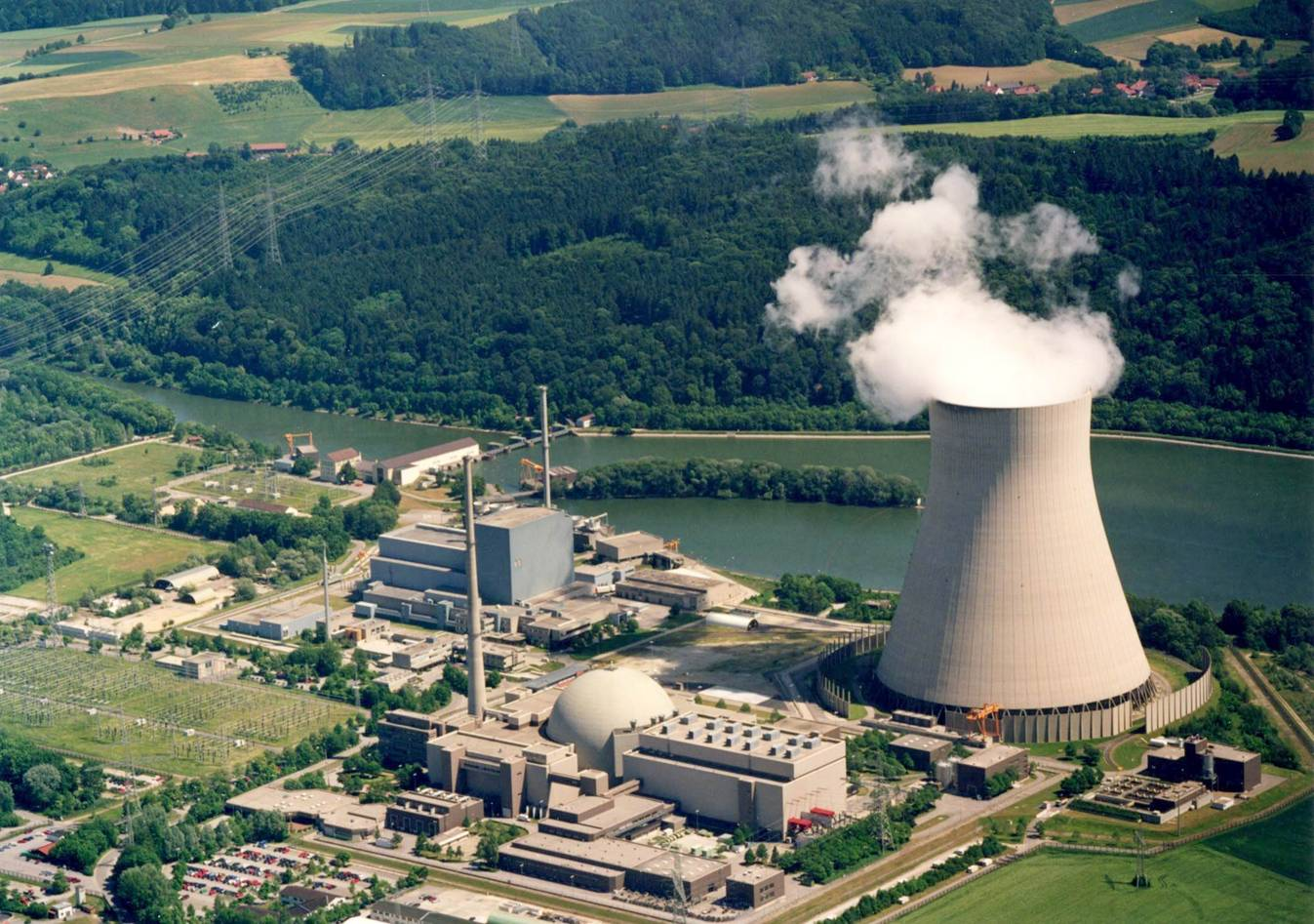
Die Konvoianlage Isar 2 mit dem 165 m hohen Kühlturm

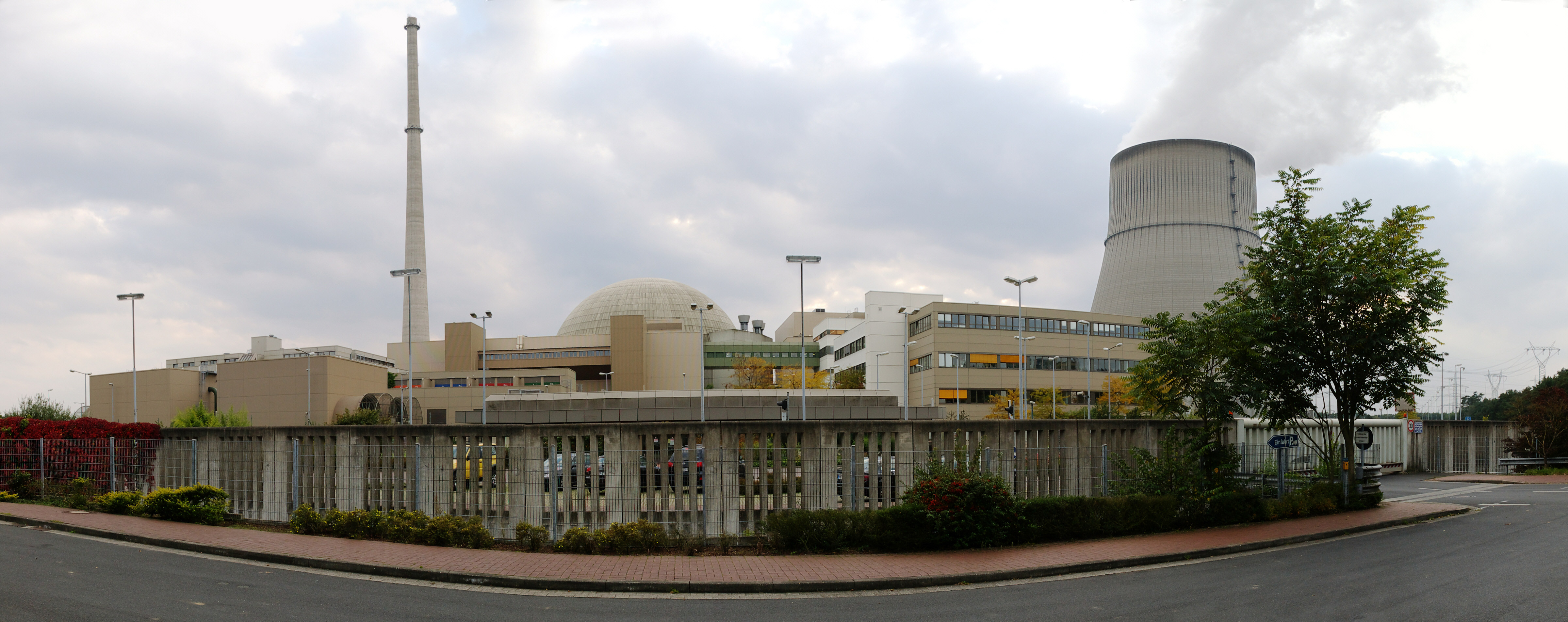
Die Konvoianlage Emsland mit dem 152 m hohen Kühlturm

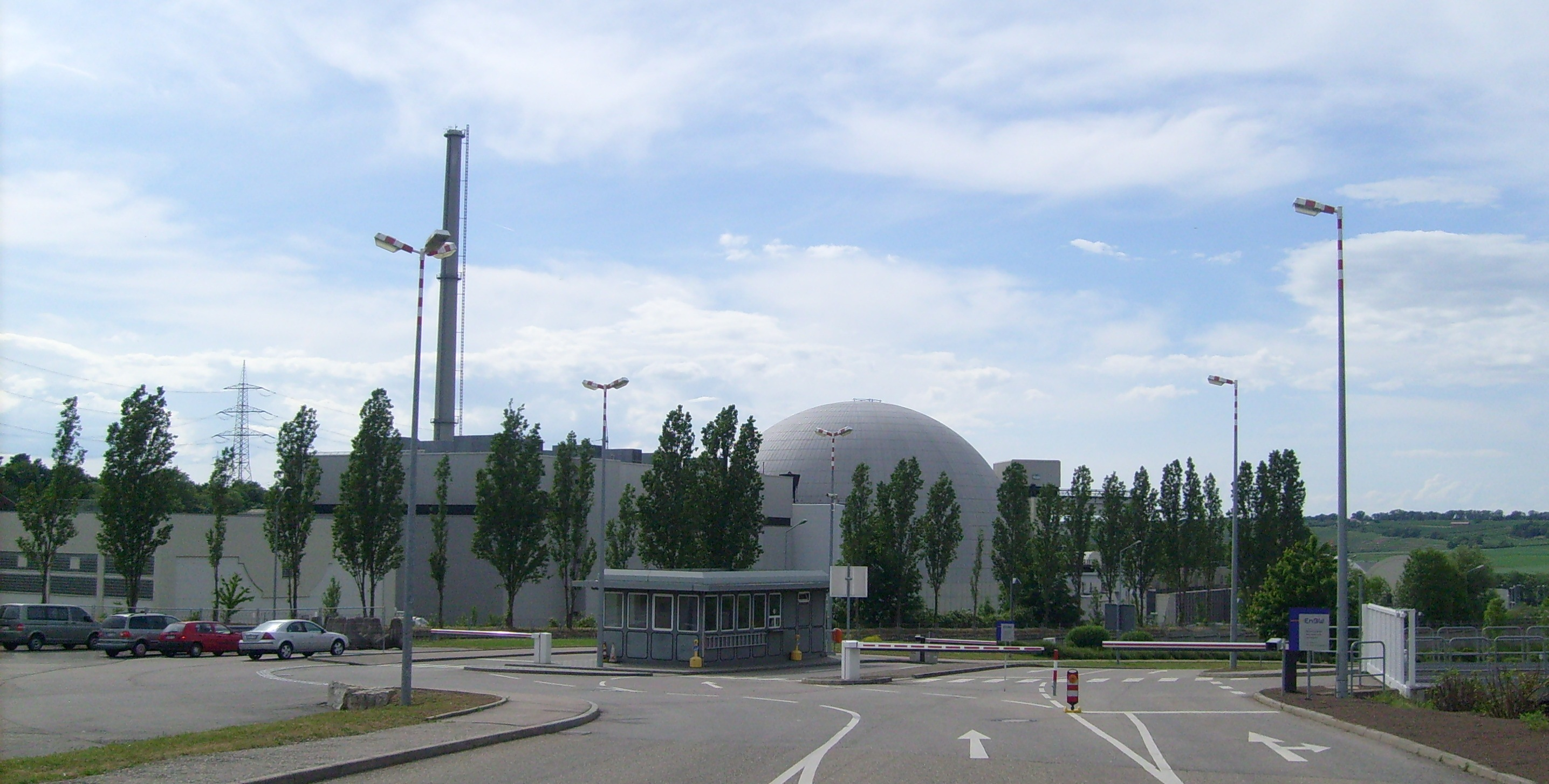
Die Konvoianlage Neckarwestheim 2

Konvoi war eine in drei Anlagen realisierte und mehr oder weniger standardisierte Bauform von deutschen Kernkraftwerken der 1300–1400-MW-Klasse. Sie waren bis zum 15. April 2023 die letzten im Zuge des „Atomausstiegs“ noch am Netz befindlichen Kernkraftwerke in Deutschland.

## Geschichte
Konvoi wurde intern auch als Baulinie 80 bezeichnet. Die Konstruktion war eine Weiterentwicklung der heute Vor-Konvoi genannten 3. Druckwasserreaktor-Generation des Herstellers Kraftwerk Union (KWU).
Die Konvoi-Anlagen Isar II, Emsland und Neckarwestheim II wurden zwischen 1981 und 1989 von der KWU gebaut. Sie waren damit die jüngsten Kernkraftwerke in Deutschland. Die ursprünglich vorgesehene Möglichkeit, neben der Stromerzeugung Prozessdampf z. B. für eine Fernwärmeversorgung bereitzustellen, wurde bei keinem der realisierten Kraftwerke umgesetzt. Fernwärme bei Kernkraftwerken ist global gesehen selten, wurde jedoch in Deutschland zum Beispiel beim Kernkraftwerk Greifswald, einem Druckwasserreaktor sowjetischer (WWER) Bauart, über die gesamte Laufzeit der Anlage praktiziert.
Die Bezeichnung als Konvoi deutet an, dass man von der Baugleichheit der Kraftwerke erleichterte und kürzere Genehmigungsverfahren erhoffte. Die angestrebte vollständige Standardisierung scheiterte allerdings an der föderalen Struktur des deutschen Genehmigungsrechts. Die Forderungen der drei jeweils zuständigen Landesgenehmigungsbehörden führten zu wesentlichen Unterschieden in der Ausführung der gebauten Anlagen.
Die Konvoi-Baulinie wurde 1991 KWU-intern zur Baulinie 95 (oder Advanced Konvoi) weiterentwickelt, gekennzeichnet durch eine elektrische Nennleistung bis 1500 MW, vollständig digitale Leittechnik (Teleperm XP/XS) und ein Ermüdungs-Überwachungssystem.
Ab 1996 wurde sie von Siemens Nuclear Power in Zusammenarbeit mit Framatome unter Einbeziehung von Merkmalen des französischen N4 zum EPR weiterentwickelt. Gleichzeitig wurden Merkmale der Konvoi-Technologie im Rahmen von Nachrüstungen in die älteren KWU-Anlagen integriert. Siemens Nuclear Power und Framatome wurden in Deutschland 2001 zum Unternehmen Framatome ANP GmbH fusioniert, das 2006 in Areva NP GmbH umbenannt wurde. Seit 2015 heißt die Kraftwerkssparte wieder Framatome GmbH. Siemens ist zwischenzeitlich aus dem Joint Venture ausgestiegen, liefert jedoch nach wie vor nicht-nukleare Teile (z. B. Dampfturbinen) für Kernkraftwerke.
Im Helmholtz-Zentrum Dresden-Rossendorf (HZDR) stand ein Modell eines Konvoireaktors im Maßstab 1:5, die ROCOM (Rossendorf Coolant Mixing Test Facility). Mit seiner Hilfe konnten Strömungsvorgänge im Reaktor experimentell untersucht werden.

## Konvoi-Anlagen

### Deutschland
| Bezeichnung      | Kürzel | Bundes- land | Betrei- ber     | thermische Reaktor- leistung in MW | el. Brutto- leistung in MW | el. Netto- leistung in MW | Energie- erzeugung in TWh | Reststrom- menge ab Juli 2010 in TWh | Bau- beginn        | Kommer- zieller Betrieb | Außer Betrieb  | Typ |
| ---------------- | ------ | ------------ | --------------- | ---------------------------------- | -------------------------- | ------------------------- | ------------------------- | ------------------------------------ | ------------------ | ----------------------- | -------------- | --- |
| Isar 2           | KKI 2  | BY           | PreussenElektra | 3.950                              | 1.485                      | 1.410                     | 186,8                     | 110,3                                | 15. September 1982 | 9. April 1988           | 15. April 2023 | DWR |
| Emsland          | KKE    | NI           | RWE             | 3.850                              | 1.406                      | 1.335                     | 286,1                     | 114,9                                | 10. August 1982    | 20. Juni 1988           | 15. April 2023 | DWR |
| Neckarwestheim 2 | GKN 2  | BW           | EnBW            | 3.850                              | 1.400                      | 1.310                     | 173,9                     | 125,1                                | 9. November 1982   | 15. April 1989          | 15. April 2023 | DWR |

Stand: 2010

### Verworfene Anlagen
Weitere, geplante Konvoi-Kernkraftwerke in Deutschland waren die Projekte:
- Hamm
- Biblis C/D
- Vahnum A/B
- Pfaffenhofen/Zusam A/B (Rehling)
- Pleinting
- Borken (Hessen)

Einige Projekte wurden nach der Katastrophe von Tschernobyl aufgegeben, Borken und Hamm endgültig erst 1995. Die Planungen für Biblis C wurden nicht weiterverfolgt.